# USS Leary (DD-158)
Pour les autres navires du même nom, voir USS Leary.
L'USS Leary (DD-158) est un destroyer de classe Wickes en service dans la Marine des États-Unis pendant la Seconde Guerre mondiale. Il fut le premier navire nommé en l'honneur de l'officier de marine américain Clarence F. Leary (en).
Sa quille est posée le 6 mars 1918 au chantier naval New York Shipbuilding Corporation de Camden, dans le New Jersey. Il est lancé le 18 décembre 1918, parrainé par Mme Anne Leary (mère de l'officier Leary), et mis en service le 5 décembre 1919 sous le commandement du commander F. C. Martin.

## Historique

### Entre-deux-guerres
Le Leary rejoint la flotte du Pacifique au début de 1921 et prend part à de grandes manœuvres de la flotte au Pérou en février 1921, puis fait route vers les Caraïbes pour observer un bombardement par hydravion de navires de guerre allemands capturés après la Première Guerre mondiale. Le destroyer est désarmé au Philadelphia Naval Shipyard le 29 juin 1922.
Le Leary est remis en service en 1930. Le 1er mai 1930, il rejoint la flotte de l'Atlantique et est basé depuis Newport, dans le Rhode Island. Il effectue de nombreuses manœuvres de formation et participe à plusieurs fleet problems. À partir de 1935, il est utilisé pour les croisières d'entraînement pour les réservistes et les aspirants.

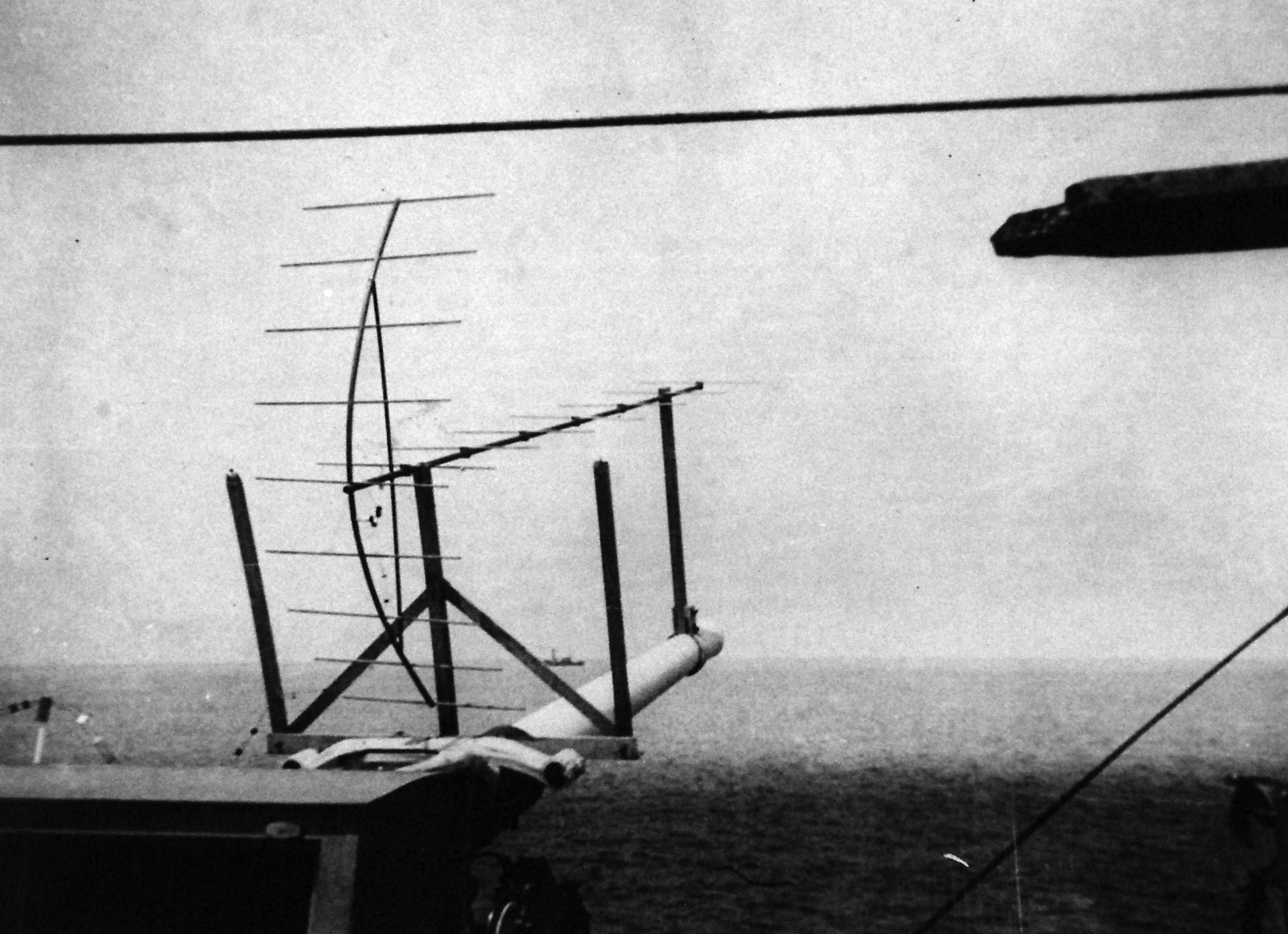
Photo de la première installation radar CXAM équipé sur le Leary, en essais dans la baie de Chesapeake (avril 1937).

En avril 1937, le Leary est utilisé pour le premier test de radar CXAM à bord d'un navire de guerre américain. Un radar de 200 mégacycles, développé par le US Naval Research Laboratory, a été monté sur le pont, avec une antenne placée au-dessus de l’un des canons de 102 mm. Les tests n'ont pas été couronnés de succès, mais un ensemble amélioré a été testé sur l'USS New York en 1939, qui a été en mesure de détecter pour la première fois les navires de guerre de nuit.

### Seconde Guerre mondiale

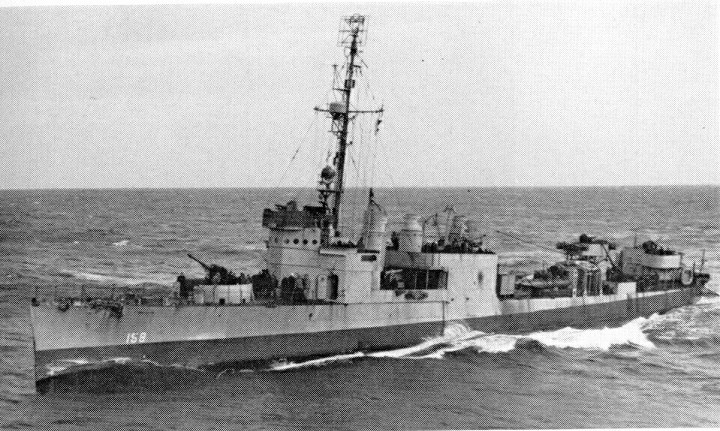
Le Leary pendant la Seconde Guerre mondiale. Il arbore alors le camouflage Measure 22.

En septembre 1939, après le déclenchement de la guerre en Europe, les Leary et Hamilton effectuèrent des patrouilles anti-sous-marines au large des côtes de la Nouvelle-Angleterre. Au début de 1941, les destroyers Leary, Babbitt et Schenck opèrent depuis Key West. En mars-avril, le Leary suit une formation au large de Nantucket auprès de la 7e division de croiseurs.
Le 9 septembre 1941, le Leary commence une série de missions d'escorte de convois en Islande et arrive pour la première fois à Reykjavik le 18 octobre. Le 19 novembre, alors qu’il escortait un convoi britannique dans l’Atlantique Nord, il fut le premier navire de guerre américain à établir un contact radar avec un sous-marin allemand.
Entre février 1942 et février 1943, le Leary escorte de nombreux convois jusqu'à un point de rencontre du trou noir de l'Atlantique en direction de l'Islande. Début mars, il participe à des exercices anti-sous-marins avec le sous-marin R-5, puis entre la mi-mars et la mi-juin 1943, il escorte quatre convois jusqu'à la Trinité. Entre le 7 et le 31 juillet 1943, le Leary escorte un convoi de New York à Alger et retourne à New York le 27 août. Il escorte un deuxième convoi en Afrique du Nord en octobre et revient à New York le 30 octobre. À la fin du mois de novembre, il rejoint le Task Group 21.41 (commandé par le capitaine Arnold J. Isbell (en)) au cours duquel il opère dans l'Atlantique Nord avec le porte-avions d'escorte USS Card.
Le 24 décembre à 01 h 58 du matin, la force opérationnelle est localisée par un avion de reconnaissance allemand à environ 585 milles à l'ouest-nord-ouest du cap Finisterre. La Rudeltaktik « Borkum » est chargée d'attaquer. Quelques instants après, le Leary détecte un sous-marin au sonar, mais avant de pouvoir réagir, il est touché dans la salle des machines arrière par deux torpilles tirées par l'U-275,. Le destroyer est déjà abandonné et est en train de couler lorsque seize minutes plus tard, il reçoit une torpille dans la salle des machines tirée par l'U-382. Le destroyer sombre à la position géographique 45° 15′ N, 21° 40′ O (grille BE 7343).
Soixante hommes sont tués et cent autres ont abandonné le navire. Seulement cinquante neuf sont recueillis quatre heures après dans une eau très froide par le destroyer Schenck. Le capitaine James E. Kyes (en) a donné son gilet de sauvetage à un préposé du mess de couleur et n'a pas été revu.

## Décorations et hommages
Le Leary a reçu une battle star pour son service pendant la Seconde Guerre mondiale.
Pour son sacrifice et ses actions héroïques vis-à-vis de son équipage, le capitaine Kyes reçut à titre posthume la Navy Cross. Le destroyer de la classe Gearing, le James E. Kyes, fut nommé en son honneur.